# لانگدون (داکوتای شمالی)
لانگدون(به انگلیسی: Langdon) شهری در ایالت داکوتای شمالی کشور ایالات متحده آمریکا است که جمعیت آن در سرشماری سال ۲۰۱۰ میلادی، ۱٬۸۷۸ نفر بوده‌است.